# Франьо Гілер
Франьо Гілер (хорв. Franjo Giler, іноді пишуть Гіллер (Giller), нар. 1 вересня 1907, Сремська Митровиця  — пом. 20 грудня 1943, Вршац) — югославський футболіст, що грав на позиції нападника. Відомий виступами, зокрема, за клуби «Граджянскі» (Загреб), «Югославія» (Белград), а також національну збірну Югославії.

## Клубна кар'єра
Розпочинав виступи у команді «Граджянскі» (Сремська Митровиця). 1925 року перебрався в команду «Граджянскі» (Загреб), де швидко став гравцем основи, незважаючи на молодий вік — на той момент йому було 18.
В першому ж сезоні у новій команді Гілер став не просто чемпіоном країни, але й головним героєм фінального турніру. Влітку 1926 року «Граджянскі» в 1/4 фіналу перемогли «Ілірію» (Любляна) з рахунком 7:1, а Франьо забив шість голів. У наступній півфінальній стадії Гілер забив три м'ячі, а його команда з обіграла «Славію» (Осієк) — 7:0. У фіналі «Граджянскі» зустрівся з переможцем двох попередніх чемпіонатів клубом «Югославія», і переміг з рахунком 2:1. Вирішальний гол на 87-й хвилині матчу з пенальті забив Франьо Гілер, який з результатом у 10 голів у трьох матчах став найкращим бомбардиром першості.

Франьо Гілер у складі «Граджянскі» (Загреб)

Другий титул чемпіона Югославія Гілер виграв у 1928 році. Команда здобула чотири перемоги і одного разу програла в одноколовому ліговому турнірі для шести учасників. Франьо зіграв у чотирьох матчах змагань і забив 1 гол.
По завершенні сезону чемпіон переміг 5:1 (один з голів на рахунку Гілера) «Югославію» у відбірковому матчі за право зіграти у зіграти міжнародному турнірі для провідних клубів Центральної Європи — Кубку Мітропи. В 1/4 фіналу змагань «Граджянські» переміг у першому матчі чемпіона Чехословаччини клуб «Вікторію» — 3:2. Проте, у матчі відповіді упевнену перемогу святкували суперники — 1:6.
Влітку 1929 року Гілер отримав травму у грі за збірну, через яку на тривалий час припинив кар'єру гравця. Загалом у складі «Граджянскі» зіграв у 1925—1928 роках в 33 офіційних іграх і забив 24 м'ячі.
В 1931 році Гілер у Відні у професора Кьольна переніс операцію на меніску, за яку сам заплатив 30 00 динарів. Франьо став першим югославським футболістом, кому провели подібну операцію.
Відновившись, продовжив футбольну кар'єру в белградській команді «Югославія». З 1931 по 1935 рік зіграв за команду 37 матчів і забив 12 голів у різних турнірах.
Завершував кар'єру в команді «Чукарички» в 1936—1939 роках, де був граючим тренером.
Під час Другої світової війни Гілер, що мав німецьке коріння, був мобілізований до німецького війська. Але утік і намагався приєднатися до югославських партизанів. Був схоплений, переданий у гестапо і засуджений до розстрілу. 
| Дата       | Місто     | Господарі      | Результат | Гості          | Турнір                  | Голи | Примітки |
| ---------- | --------- | -------------- | --------- | -------------- | ----------------------- | ---- | -------- |
| 30.05.1926 | Загреб    | Югославія      | 3 – 1     | Болгарія       | товариський матч        | -    |          |
| 13.06.1926 | Коломбо   | Франція        | 4 – 1     | Югославія      | товариський матч        | -    |          |
| 28.06.1926 | Загреб    | Югославія      | 2 – 6     | Чехословаччина | товариський матч        | 1    |          |
| 10.05.1927 | Бухарест  | Румунія        | 0 – 3     | Югославія      | Кубок короля Олександра | 1    |          |
| 15.05.1927 | Софія     | Болгарія       | 0 – 2     | Югославія      | товариський матч        | -    |          |
| 28.10.1927 | Прага     | Чехословаччина | 5 – 3     | Югославія      | товариський матч        | -    |          |
| 08.04.1928 | Загреб    | Югославія      | 2 – 1     | Туреччина      | товариський матч        | 1    |          |
| 29.05.1928 | Амстердам | Югославія      | 1 – 2     | Португалія     | Олімпійські ігри – 1/8  | -    |          |
| 10.05.1929 | Бухарест  | Румунія        | 2 – 3     | Югославія      | Кубок короля Олександра | -    |          |
| 19.05.1929 | Коломбо   | Франція        | 1 – 3     | Югославія      | товариський матч        | -    | 18'      |
| 24.04.1932 | Ов'єдо    | Іспанія        | 2 – 1     | Югославія      | товариський матч        | -    |          |
| 05.06.1932 | Белград   | Югославія      | 2 – 1     | Франція        | товариський матч        | -    |          |
| 30.06.1932 | Белград   | Югославія      | 2 – 3     | Болгарія       | Балканський кубок       | -    |          |
| Усього     |           | Матчів         | 13        |                | Голів                   | 3    |          |

## Трофеї і досягнення
- Чемпіон Югославії: 1926, 1928
- Найкращий бомбардир чемпіонату Югославії: 1926
- Чемпіон футбольної асоціації Загреба: 1925-26
- Володар кубка Загреба: 1927, 1928
- Володар кубка короля Олександра: 1926, 1927